# María Savastano
María Virginia Savastano (Buenos Aires, 1983) es una soprano argentina.

## Biografía
Comenzó sus estudios vocales en el Instituto Superior de Artes del Teatro Colon. Continúa su formación con el maestro Sergio Tulian.
Comenzó con la interpretación de los papeles de Norina (Don Pasquale), Zerlina (Don Giovanni), Belinda (Dido y Eneas en Cleveland y en el Teatro Colon), Corilla (Le convenienze ed inconvenienze teatrali), Monica (La Medium), Adina (El elixir de amor), Despina (Cosi fan tutte) en el Teatro Colon y Musetta (La Bohéme) en el Teatro Avenida de Buenos Aires.
En 2004, La asociación de Críticos de la Argentina le concedió el "premio estimulo" por su temporada de ópera en la capital argentina. En 2005, ganó el primer premio del Concurso Internacional de Canto Neue Stimmen en Gutersloh, Alemania.

En febrero de 2010, interpreta el papel de Adina de "L'elisir d'amore" en la Opéra de Dijon. En agosto de 2010 canta el oratorio "Thamos" de Mozart en la Abadía de Lessay y en Bremen (Alemania) para el "Cercle de L'Harmonie" bajo la dirección de Jérémie Rhorer. En noviembre de 2010 canta Barbarina en "Le nozze di Figaro" con la dirección escénica de Giorgio Strehler en la Opéra National de Paris con dirección musical de Philippe Jordan.
En 2014 interpreta el rol de Serpetta "La finta giardiniera" para "Le concert d'Astrée" bajo la dirección de Emmanuelle Haïm en la Opera de Lille y Dijon, Francia. Debuta en el papel de Susanna en "Le nozze di Figaro" en la Opera de Dijon y retoma el mismo rol en la Opera de Saint Etienne y más tarde en Baréin.[cita requerida]

## Discografía
- Ristori: Cantatas. Concierto para oboe. María Savastano. Jon Olaberria. Ensemble Diderot. Director. Johannes Pramsohler. AUDAX 13711. 1 CD.
- Fauré: Súper Flumina Babylonis. Orquesta de París bajo la dirección de Paavo Järvi. CD, Virgin Records.
- Mozart: La Finta Giardiniera / Haim, Morley, Scala, Chappuis. Director: Emmanuelle Haïm. Le Concert d'Astrée. [Blu-ray]. Erato. Catalog: 550560. Release Date: 07/10/2015.